# André Maugars
André Maugars (* um 1580; † um 1645) war ein französischer Gambist. Marin Mersenne und Nicolas Hotman bezeichneten ihn als ersten französischen Virtuosen auf der Viola da gamba, insbesondere als Improvisator von Diminutionen.
Maugars ging um 1620 nach England und blieb für vier Jahre dort. Möglicherweise war er in dieser Zeit in Diensten Jakobs I. in dessen Hofkapelle. Nach seiner Rückkehr veröffentlichte er eine französische Übersetzung von Francis Bacons Schrift Advancement of Learning (1605). Er arbeitete zunächst als Dolmetscher am französischen Hof, später für den Kardinal Richelieu. Dieser ernannte ihn 1630 zum Prior des Klosters St. Pierre-Eynac in Le Puy-en-Velay. 1634 veröffentlichte Maugars die Übersetzung einer weiteren Schrift von Bacon, Considerations Touching on a War with Spain. 1637 oder im folgenden Jahr reiste Maugars nach Rom. Im Anschluss an diese Reise verfasste er einen in Paris erschienenen offenen Brief über seine italienischen Reiseerlebnisse. Dieser Brief ist ein wertvolles musikhistorisches Zeugnis über die zeitgenössische italienische Kirchenmusik, über Oratorien und Instrumentalwerke im Vergleich zur französischen Musik des 17. Jahrhunderts.

## Werke
- Response to an Inquisitive Person on the Italian Feeling about Music. In: Carol MacClintock (Hrsg.): Readings in the History of Music in Performance. Indiana University Press, Bloomington 1979, S. 117–126

| Personendaten    | Personendaten         |
| ---------------- | --------------------- |
| NAME             | Maugars, André        |
| KURZBESCHREIBUNG | französischer Gambist |
| GEBURTSDATUM     | um 1580               |
| STERBEDATUM      | um 1645               |